# St. Martin (Feichten)

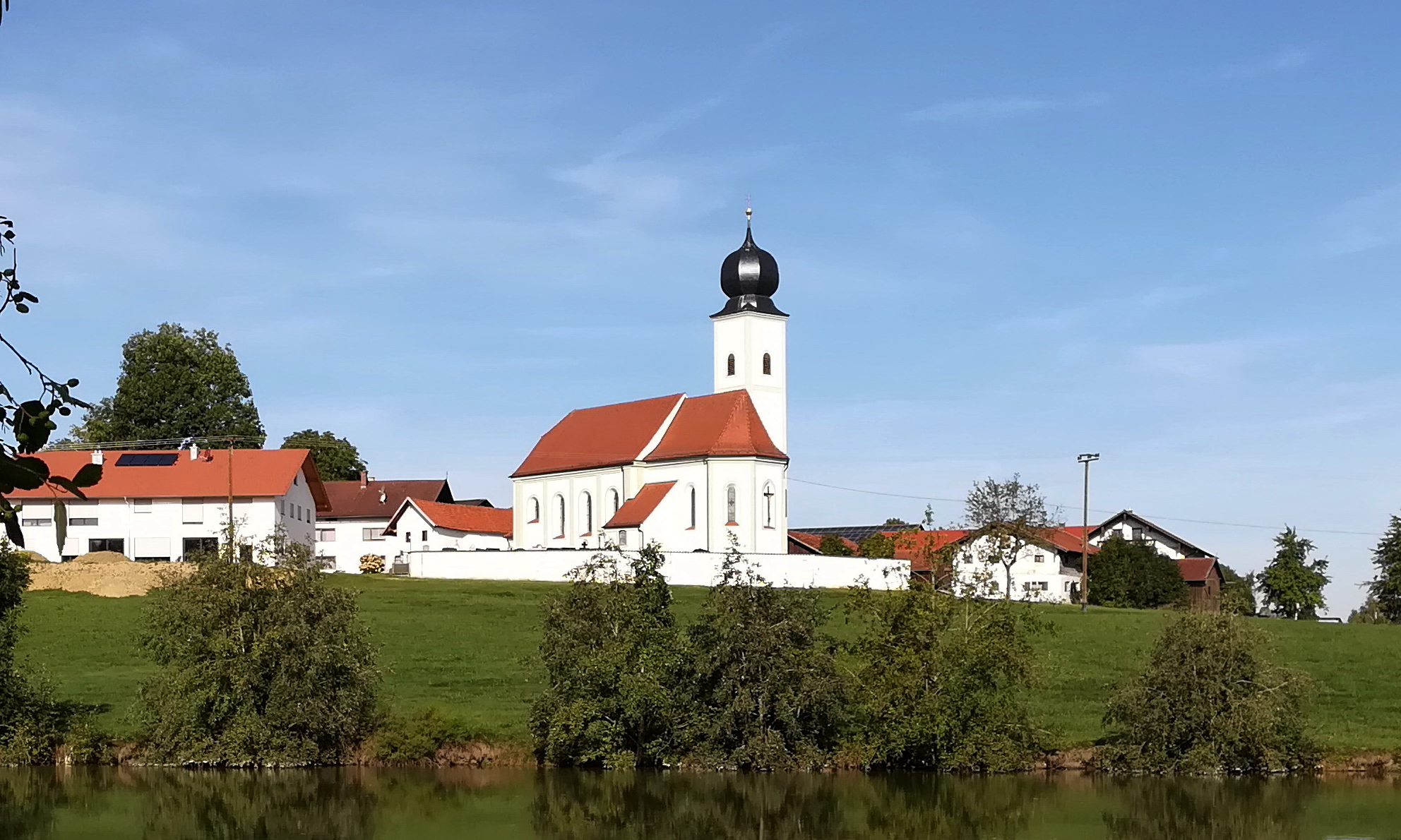
St. Martin in Feichten

Die römisch-katholische Filialkirche St. Martin steht in Feichten, einem Gemeindeteil von Neumarkt-Sankt Veit im oberbayerischen Landkreis Mühldorf am Inn. Das Bauwerk ist in der Liste der Baudenkmäler in Neumarkt-Sankt Veit als Baudenkmal unter der Nr. D-1-83-129-105 eingetragen. Die Kirche gehört zum Dekanat Mühldorf am Inn im Erzbistum München und Freising.

## Beschreibung
Die spätgotische Saalkirche wurde um 1460/70 erbaut und nach einem Brand 1728–30 barock wieder aufgebaut. Sie besteht aus dem mit Lisenen in vier Joche unterteilten Langhaus, dem eingezogenen, dreiseitig geschlossenen Chor mit zwei Jochen im Osten, der Sakristei an der Südwand und dem Chorflankenturm an der Nordwand des Chors. Das oberste Turmgeschoss enthält den Glockenstuhl und ist mit einer Zwiebelhaube bedeckt. In dem Vorzeichen vor der Fassade im Westen befindet sich das Portal. 
Der Innenraum des Langhauses ist mit einem Stichkappengewölbe überspannt. Der Hochaltar wird von den Skulpturen des Rupert von Salzburg und des Benno von Meißen flankiert. Auf dem Altarretabel hat Johann Nepomuk della Croce um 1780 Martin von Tours dargestellt.